# رياست
رياست (بالإنجليزية: Riyasat، باللغة الصربية الكرواتية: rijaset، بالبلغارية: старшинство): هي الهيئة التنفيذية الرئيسية للمجتمعات الإسلامية في منطقة البلقان. رئيس الـ "رياست" هو رئيس العلماء.